# Opel Vectra
O Vectra foi um modelo de porte médio de origem Opel, oferecido em versões sedan, hatchback e perua. O Opel Vectra foi produzido pela Opel, antigo braço da Chevrolet na Europa, na América Latina foi vendido como Chevrolet Vectra (este adotou o visual do Opel Astra C desde 2004), Holden Vectra é o nome do Opel Vectra na Austrália. Na Inglaterra, a primeira geração do Vectra se chamava Vauxhall Cavalier, e ele passou a se chamar Vauxhall Vectra na segunda geração em diante. O Vectra foi introduzido em 1988 como um substituto para o Opel Ascona e foi substituído em 2008 pelo Opel Insignia.
Algumas versões desse modelo foram equipadas com transmissão continuamente variável (Câmbio CVT).

## Galeria
- Primeira geração (1988-1995)
- Segunda geração (1995-2002)
- Terceira geração (2002-2008)